# Нефий
В Книге Мормона Нефий — сын Легия, пророк и родоначальник нефийцев. Является также автором Первой и Второй книг Нефия, двух первых разделов Книги Мормона.

## Юность
Нефий и его семья, состоявшая из его отца, Легия, матери, Сарии, и братьев, Ламана, Лемуила и Сама, жили в Иерусалиме около 600 года до н. э. во времена правления царя Седекии.

## Новая «Земля обетованная»
Отцу Нефия было видение о том, что Иерусалим будет разрушен, поэтому он и его семья покинули город и отправились в пустынные земли Аравии. Достигнув морского побережья, Нефий получил повеление Бога построить корабль, что он и сделал, несмотря на насмешки своих братьев.
С помощью компаса под названием Лиахона Нефий, его семья и друзья пересекли океан и добрались до Америки.
Нефий был поставлен во главе народа, который позже стал называться нефийцами в его честь, а наследовавшие ему короли носили имена Второй Нефий, Третий Нефий и т. д.

## Происхождение имени
Происхождение имени Нефия остаётся туманным. В еврейских источниках такого имени не зафиксировано, но некоторые апологеты Церкви Иисуса Христа Святых последних дней предполагают, что это могла быть еврейская форма зафиксированного в источниках египетского имени Nfr. В финикийских и арамейских надписях, содержавших египетское имя nfr, оно было интерпретировано как npy, и близкородственный им древнееврейский язык мог транскрипировать это имя тем же образом. (См. Заметка об имени Нефия)
Также имя могло произойти от имени Нафтухим (Быт. 10:13).
Скептики же, оспаривающие происхождение Книги Мормона, считают, что её автором являлся Джозеф Смит. Они предполагают, что источником этого имени послужила Библия короля Якова, где в 2Мак. 1:36 слово Nephi было написано с большой буквы, как будто это было имя, тогда как на самом деле это неверный перевод слова naphtha — «сырая нефть», «нафта».
В то же время и апологеты, и скептики не отрицают связи между Нефием и библейским словом Nephilim, единственное число от которого будет Nephil.